# Canis lupus tundrarum
Canis lupus tundrarum és una subespècie del llop (Canis lupus), classificada com a tal pel zoòleg Gerrit Smith Miller l'any 1912. És un dels llops que més suporta les condicions atmosfèriques extremes, viu en llocs on la temperatura sensible oscil·la entre els –20 °C i els –100 °C. Habita al llarg de la costa àrtica del nord d'Alaska.

## Descripció

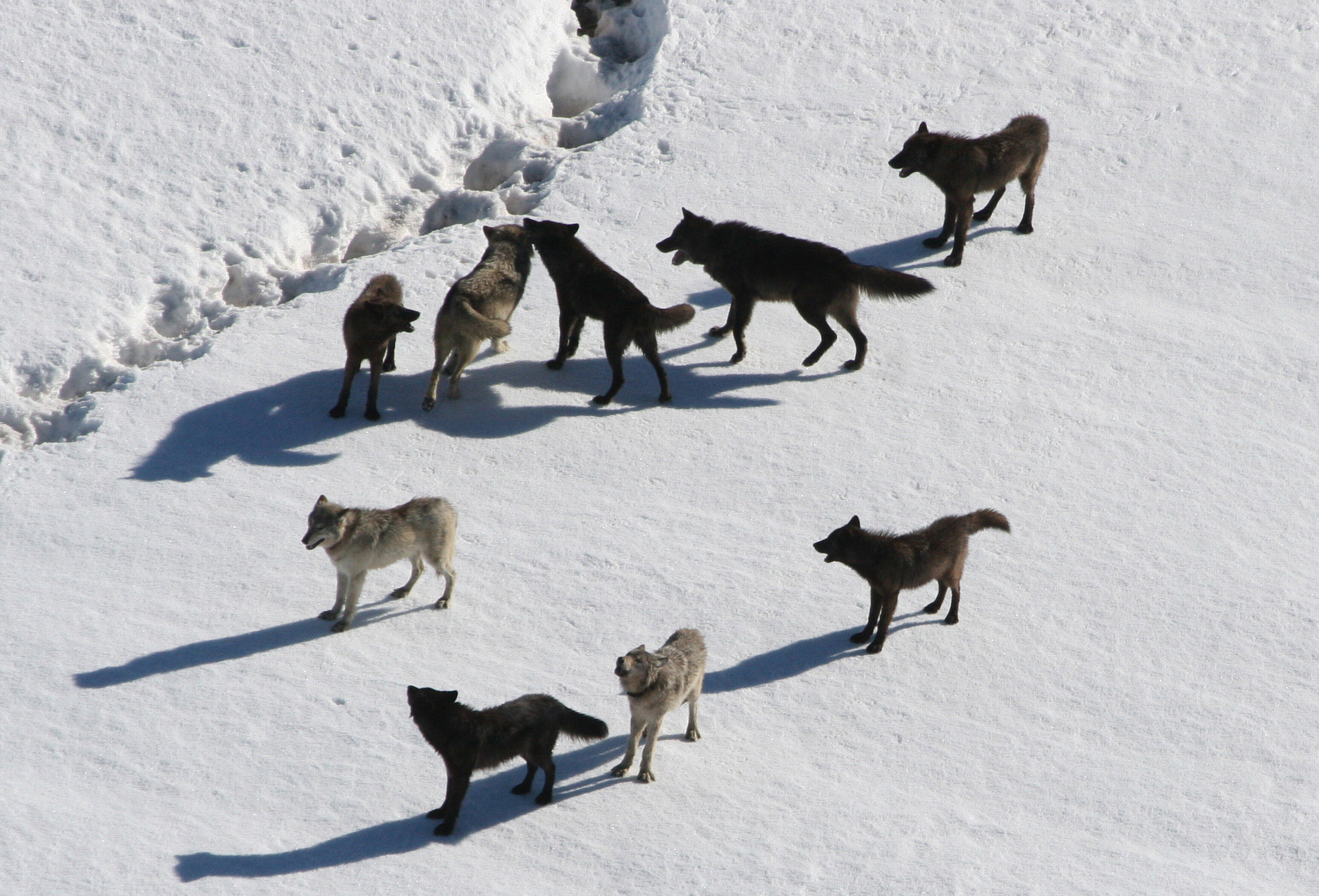
Llops de Yellowstone, molt similars al Llop de la tundra d'Alaska i potser la mateixa subespècie.

És un dels llops més grans de Nord-amèrica, i presenta dimorfisme sexual. Els llops de la tundra d'Alaska comparteixen moltes semblances, això fa que sovint es confonguin amb altres races de la zona, de grans dimensions, com el Canis lupus pambasileus o Llop d'Alaska, del qual es diferencien sobretot per la gran mandíbula i ullals dels de la tundra, llop canadenc o Canis lupus occidentalis (els llops que avui habiten el parc de Yellowstone) i el Llop de la tundra del Mackenzie o Canis lupus mackenzii, existeixen divergències d'opinió entre els experts, ja que alguns classifiquen el llop de la tundra d'Alaska dins d'alguna d'aquestes subespècies.
El seu pelatge és llarg (tot i que no tant com el del Canis lupus albus o llop siberià) i habitualment de color clar, tot i que també hi ha alguns exemplars que presenten colors foscos, incloent-hi el negre. La parella dominant de la llopada s'aparella al febrer.

## Ecologia
S'alimenta de cèrvids i d'altres ungulats, tot i que també pot alimentar-se d'animals més petits, com les llebres, i de fruits i d'altres aliments d'origen vegetal.
La gestació dura entre 62 i 75 dies i la femella pareix una ventrada d'uns 4 cadells, en un cau, els quals seran criats per tot el grup.